# Cylastatyna
Cylastatyna – organiczny związek chemiczny z grupy kwasów dikarboksylowych.
Jest odwracalnym inhibitorem dehydropeptydazy I, która jest enzymem odpowiedzialnym za rozkład niektórych antybiotyków karbapenemowych, np. imipenemu. Z tej przyczyny jest podawana łącznie z tym antybiotykiem.